# Calle Santa Clara (Pontevedra)
La calle Santa Clara  (Rúa de Santa Clara en gallego) es una calle de la ciudad española de Pontevedra situada en las proximidades del antiguo recinto amurallado.

## Origen del nombre
La calle toma el nombre del convento de Santa Clara, que se encuentra en el centro de la calle.

## Historia
La calle Santa Clara es una de las que tiene un origen más antiguo en la ciudad. Surgió como un camino al lado del convento gótico de Santa Clara, cuya construcción comenzó en 1339 en este emplazamiento (en el que anteriormente ya hubo un convento de los templarios).
A mediados del siglo XV Pontevedra contaba en esta zona con un barrio o arrabal diferenciado denominado Santa Clara, uno de los tres de la ciudad fuera del recinto amurallado, junto con el arrabal de A Moureira y el arrabal de O Burgo. El barrio o arrabal de Santa Clara se desarrolló en torno al camino de Castilla (conducente a Orense y Castilla), siendo la vía a través de la cual llegaban las diferentes mercancías a la villa medieval. Esta vía coincidía con la ruta de los arrieros, que se dedicaban al transporte del vino hacia el puerto medieval de Corvaceiras y de otras mercancías por la carretera de Castilla. El arrabal de Santa Clara era el más pequeño de los tres barrios situados extramuros de la ciudad. Se componía de unas pocas casas alineadas en torno al convento de Santa Clara y al camino que conducía a la puerta de la muralla de Rocheforte o de Santa Clara. Ubicado en el trayecto hacia Castilla, este enclave también servía de conexión entre la ciudad y las zonas rurales del entorno pontevedrés, donde se encontraban las parroquias de Santa María de Mourente, Santa Marina de Bora, San Mamed de Moldes y San Miguel de Marcón.
En el siglo XVIII se construyó al lado de la iglesia del convento de Santa Clara la casa dedicada actualmente a las Obras Misionales Pontificias. Originalmente concebido como residencia, el edificio sirvió durante décadas como lugar de descanso estival para los arzobispos de Santiago. A mediados del siglo XX, el cardenal Fernando Quiroga Palacios, uno de sus ilustres ocupantes, sentía una especial predilección por la galería acristalada, desde donde podía contemplar el jardín de Santa Clara.
En el siglo XX, a partir de los años 1960, las casas típicas de la calle, mayoritariamente de una planta, fueron desapareciendo y en su lugar se construyeron edificios de tres y cuatro pisos.
En el año 2003 se inauguró el Hipermercado HiperFroiz en la confluencia de las calles Santa Clara y Cobián Roffignac, así como la plaza adyacente a la calle Santa Clara denominada plaza de José Martí.
En el año 2014 se realizó una importante reforma de la calle dotándola de preferencia peatonal y separando el carril de circulación de los espacios peatonales por medio de bolardos de protección. Las obras de la calle y de la reforma de la plaza de José Martí terminaron en abril de 2015.
En agosto de 2023 se abrieron los primeros apartamentos turísticos ubicados en la calle Santa Clara.

## Descripción
La calle Santa Clara sigue un eje oeste-este y se encuentra localizada entre la calle Cobián Roffignac y la confluencia de las calles Perfecto Feijoo y Padre Gaite. Es una calle llana de 260 metros de longitud con un trazado ligeramente sinuoso, en la que se encuentran edificios para viviendas y establecimientos comerciales. En su lado norte confluye la calle Álvaro Cunqueiro.
En la calle el edificio más destacado es el convento de Santa Clara, al lado del que se encuentra el edificio neoclásico de las Obras Misionales Pontificias. La iglesia, de estilo gótico y construida principalmente en el siglo XIV, sigue el modelo de la iglesia de San Francisco, aunque con una estructura más sencilla. Cuenta con una única nave rectangular, un ábside poligonal y una bóveda de abanico. Su interior alberga tres grandes vidrieras, retablos barrocos y neoclásicos, un órgano de 1795 y un relicario de San Vicente Mártir. El exterior, reformado en época barroca, destaca por su portada gótica esculpida con escenas del Juicio Final. El convento, por su parte, posee un claustro con un jardín en cruz, una fuente coronada por Santa Clara y un huerto con frutales. En su extenso jardín de 12.000 metros cuadrados se encuentra la capilla de los Ángeles y un tímpano policromado del siglo XV que representa a la Virgen con el Niño, Santa Clara y San Francisco. Anexo al convento, en 1880 se construyó un edificio como residencia estival del arzobispo.
En las inmediaciones del convento y del edificio de obras de Misiones Pontificias se localizan 4 naranjos.

## Galería de imágenes

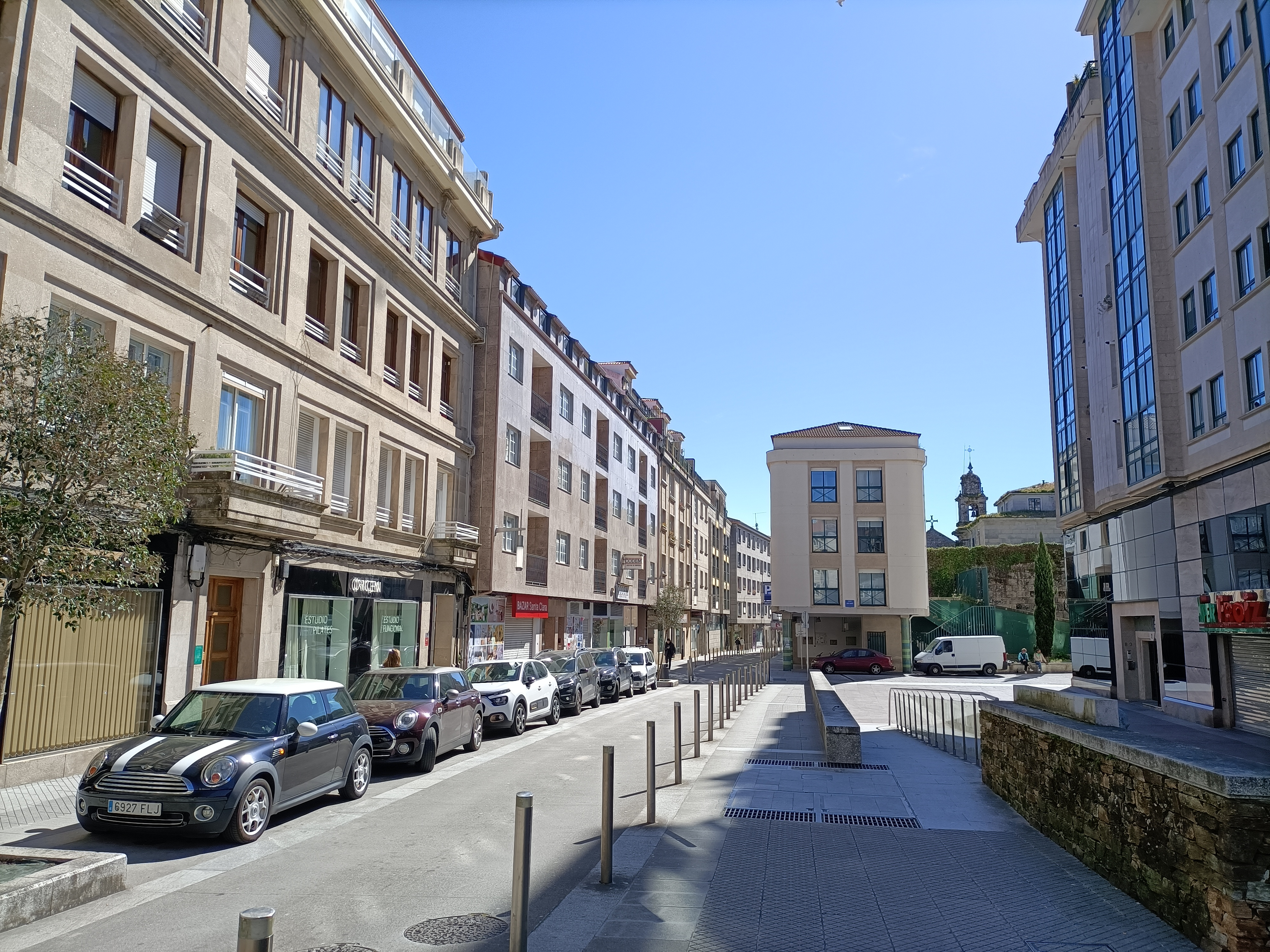
Tramo oeste de la calle.
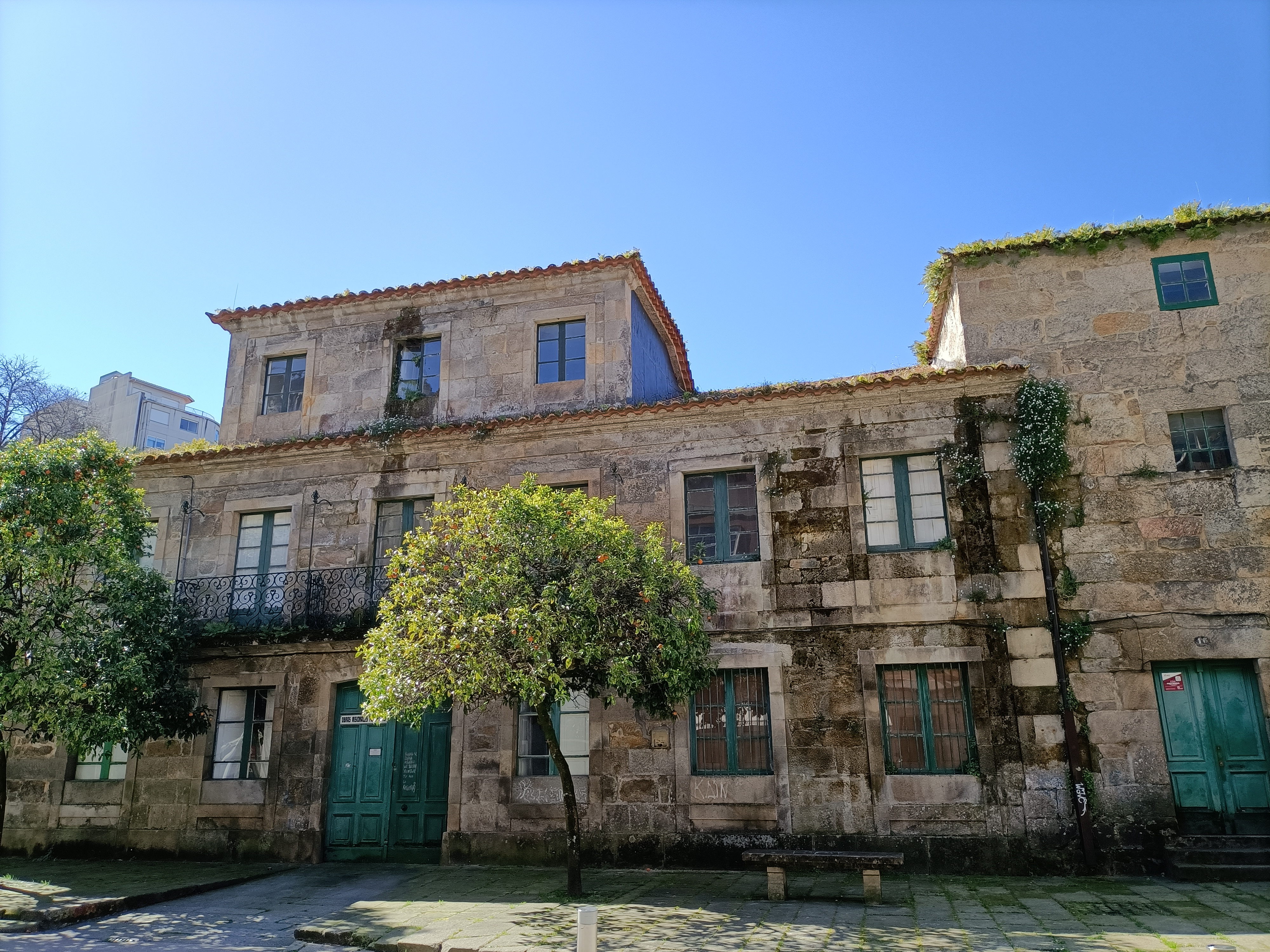
Casa neoclásica de las Misiones Pontificias
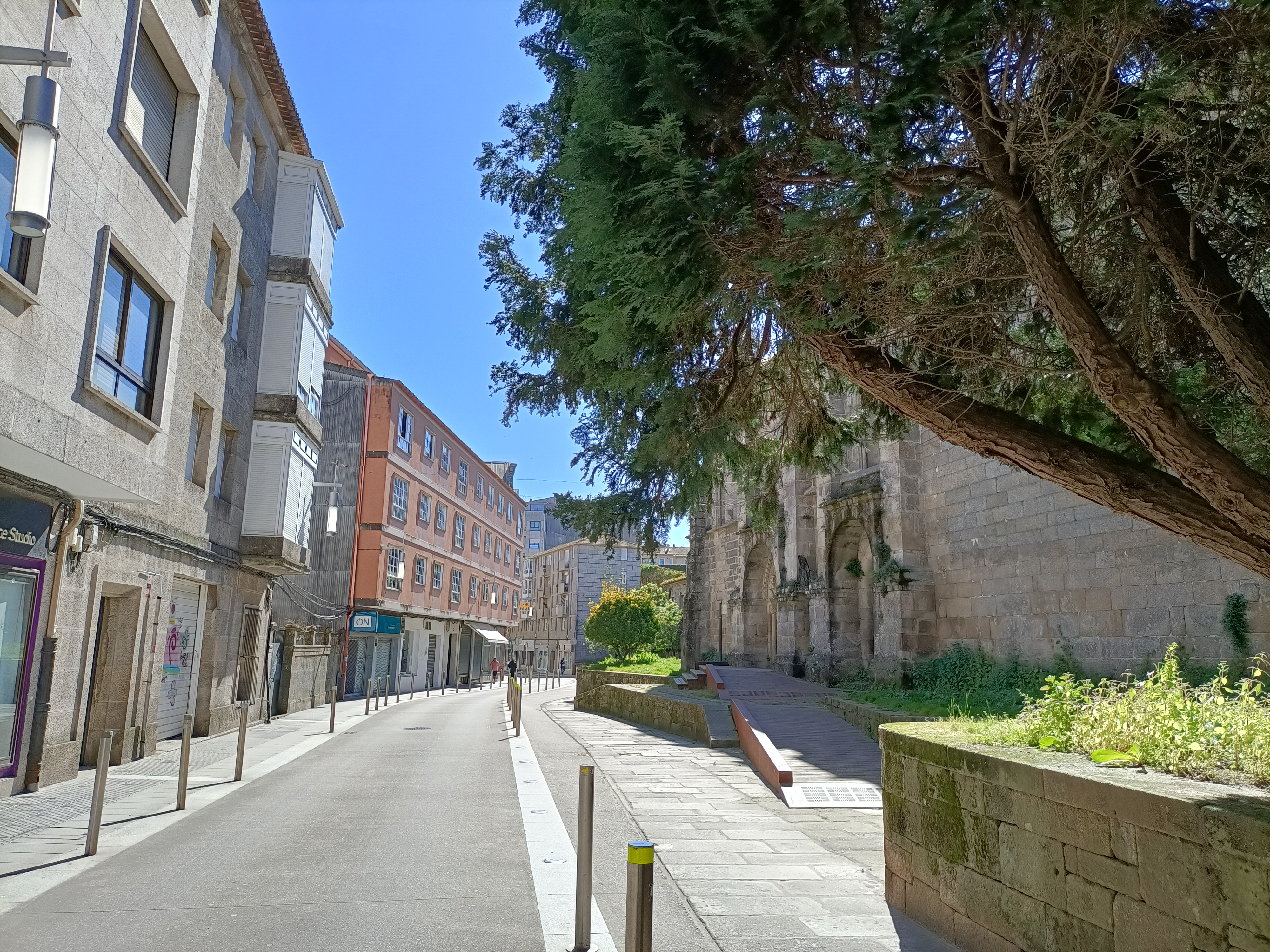
Tramo central de la calle.
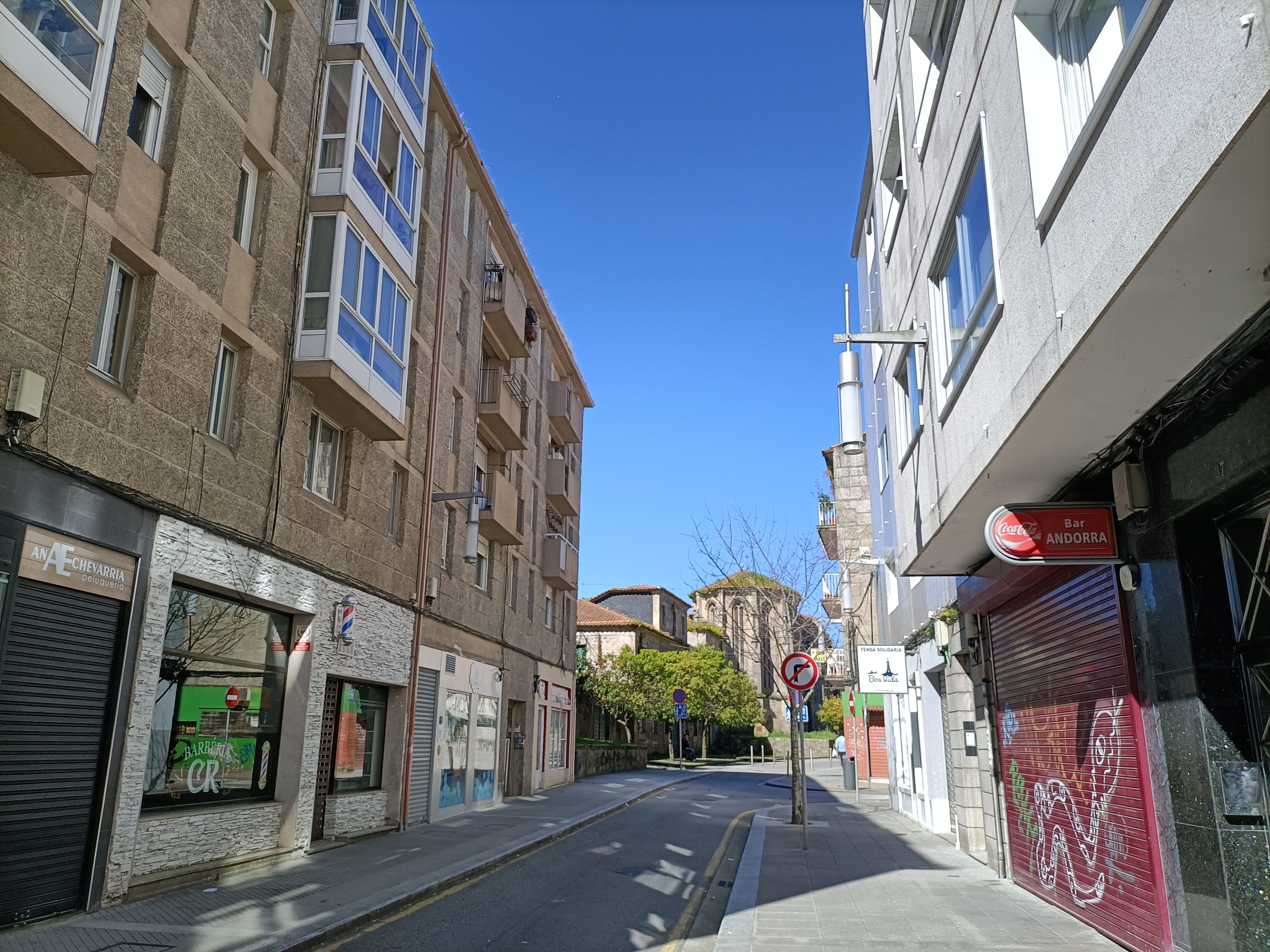
Tramo este de la calle.
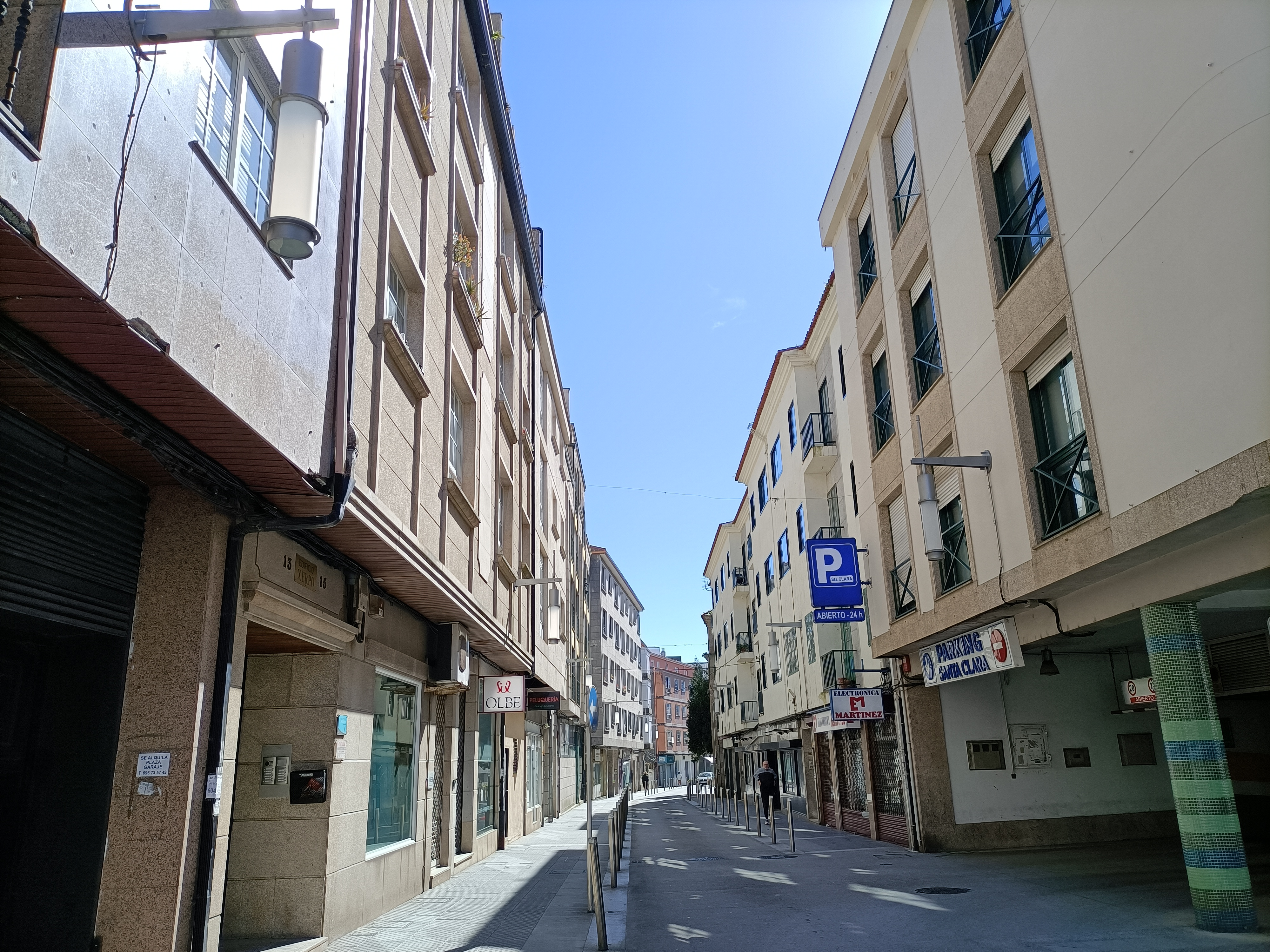
Aparcamiento en la calle.